# Гидравлический привод

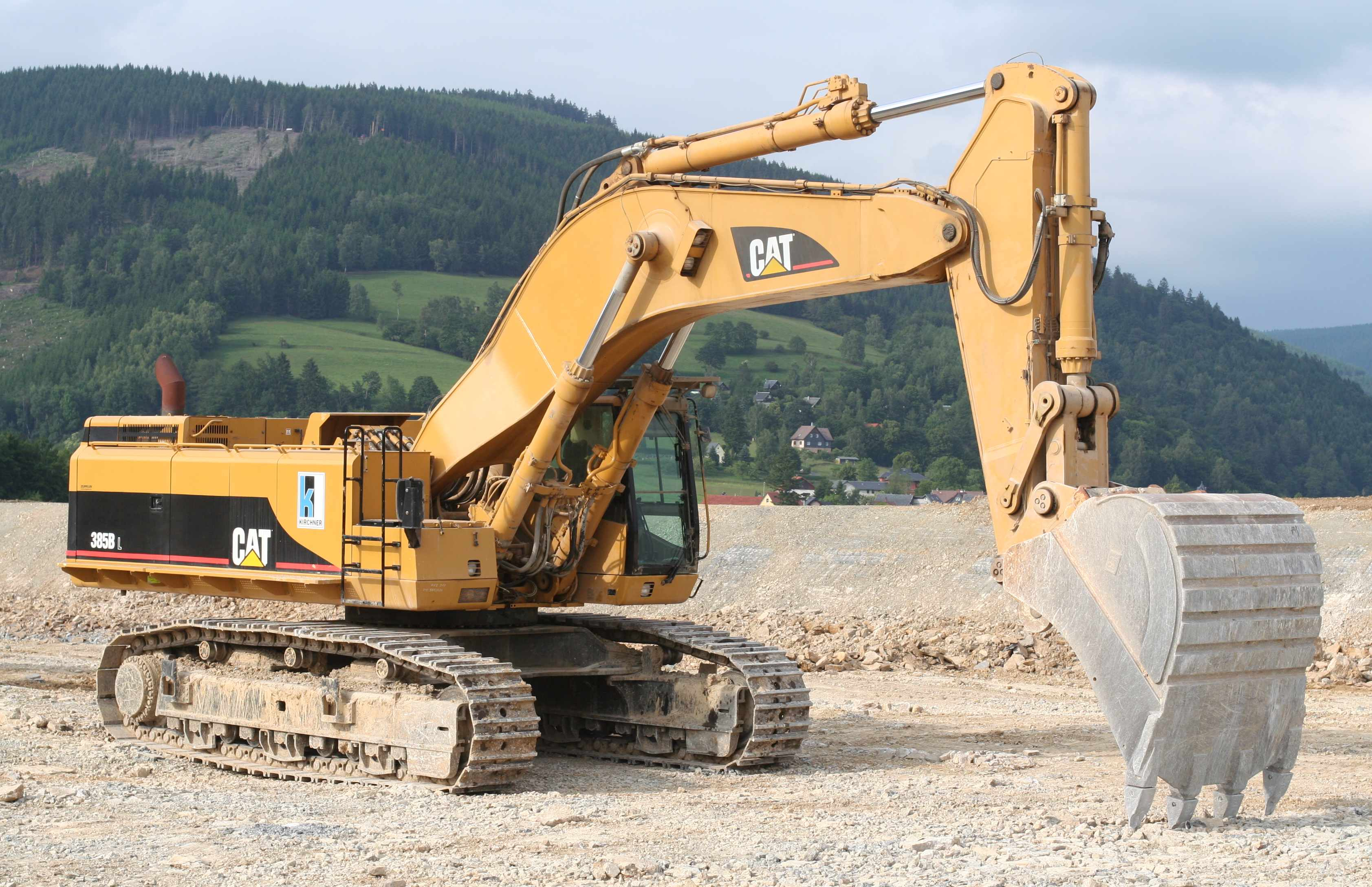
Одноковшовый экскаватор с объёмным гидравлическим приводом

Гидравли́ческий при́вод (гидропри́вод) — совокупность деталей и устройств, предназначенных для приведения в движение машин и механизмов посредством гидравлической энергии (энергии потока жидкости).
Гидропривод вместе со вспомогательными механизмами (обычно — с механической передачей) образует гидравлическую передачу.

## Функции гидропривода
Основная функция гидропривода, как и механической передачи, — преобразование механической характеристики приводного двигателя в соответствии с требованиями нагрузки (преобразование вида движения выходного звена двигателя, его параметров, а также регулирование, защита от перегрузок и др.). Другая функция гидропривода — это передача мощности от приводного двигателя к рабочим органам машины (например, в одноковшовом экскаваторе — передача мощности от двигателя внутреннего сгорания к ковшу или к гидроцилиндрам стрелы, к гидродвигателям поворота платформы и т. д.).
В общих чертах, передача мощности в гидроприводе происходит следующим образом:
1. Приводной двигатель передаёт вращающий момент на вал насоса, который сообщает энергию рабочей жидкости.
2. Рабочая жидкость по гидролиниям через регулирующую аппаратуру поступает в гидродвигатель, где гидравлическая энергия преобразуется в механическую.
3. После этого рабочая жидкость по гидролиниям возвращается либо в бак, либо непосредственно к насосу.

## Виды гидроприводов
Гидроприводы могут быть двух типов: гидродинамические и объёмные.
- В гидродинамических приводах используется в основном кинетическая энергия потока жидкости (и соответственно скорости движения жидкостей в гидродинамических приводах велики в сравнении со скоростями движения в объёмном гидроприводе).
- В объёмных гидроприводах используется потенциальная энергия давления рабочей жидкости (в объёмных гидроприводах скорости движения жидкостей невелики — порядка 0,5—6 м/с).

Объёмный гидропривод — это гидропривод, в котором используются объёмные гидромашины (насосы и гидродвигатели). Объёмной называется гидромашина, рабочий процесс которой основан на попеременном заполнении рабочей камеры жидкостью и вытеснении её из рабочей камеры. К объёмным машинам относят, например, поршневые насосы, аксиально-поршневые, радиально-поршневые, шестерённые гидромашины и др.
Одна из особенностей, отличающая объёмный гидропривод от гидродинамического, — большие давления в гидросистемах. Так, номинальные давления в гидросистемах экскаваторов могут достигать 32 МПа, а в некоторых случаях рабочее давление может быть более 300 МПа, в то время как гидродинамические машины работают обычно при давлениях, не превышающих 1,5—2 МПа.
Объёмный гидропривод намного более компактен и меньше по массе, чем гидродинамический, и поэтому он получил наибольшее распространение.
В зависимости от конструкции и типа входящих в состав гидропередачи элементов объёмные гидроприводы можно классифицировать по нескольким признакам.

### По характеру движения выходного звена гидродвигателя

#### Гидропривод вращательного движения
когда в качестве гидродвигателя применяется гидромотор, у которого ведомое звено (вал или корпус) совершает неограниченное вращательное движение;

#### Гидропривод поступательного движения
у которого в качестве гидродвигателя применяется гидроцилиндр — двигатель с возвратно-поступательным движением ведомого звена (штока
поршня, плунжера или корпуса);

#### Гидропривод поворотного движения
когда в качестве гидродвигателя применён поворотный гидродвигатель, у которого ведомое звено (вал или корпус) совершает возвратно-поворотное движение на угол, меньший 270°.

### По возможности регулирования
Если скорость выходного звена (гидроцилиндра, гидромотора) регулируется изменением частоты вращения двигателя, приводящего в работу насос, то гидропривод считается нерегулируемым.

#### Регулируемый гидропривод
в котором в процессе его эксплуатации скорость выходного звена гидродвигателя можно изменять по требуемому закону. В свою очередь регулирование может быть:
- дроссельным
- объёмным
- объёмно-дроссельным

Регулирование может быть: ручным или автоматическим.
В зависимости от задач регулирования гидропривод может быть:
- стабилизированным
- программным
- следящим (гидроусилители).

#### Саморегулируемый гидропривод
автоматически изменяет подачу жидкости по фактической потребности гидросистемы в режиме реального времени (без запаздывания).

### По схеме циркуляции рабочей жидкости

#### Гидропривод с замкнутой схемой циркуляции
в котором рабочая жидкость от гидродвигателя возвращается во всасывающую гидролинию насоса.
Гидропривод с замкнутой циркуляцией рабочей жидкости компактен, имеет небольшую массу и допускает большую частоту вращения ротора насоса без опасности возникновения кавитации, поскольку в такой системе во всасывающей линии давление всегда превышает атмосферное. К недостаткам следует отнести плохие условия для охлаждения рабочей жидкости, а также необходимость спускать из гидросистемы рабочую жидкость при замене или ремонте гидроаппаратуры;

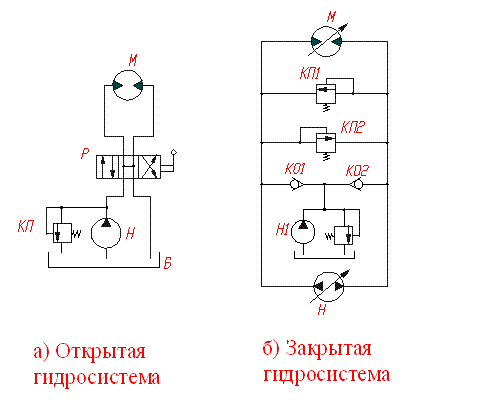
Гидросистемы с замкнутой схемой циркуляции рабочей жидкости (справа) и с разомкнутой схемой (слева). На схеме слева всасывающая и сливная гидролинии сообщаются с баком (разомкнутая схема); на схеме справа бак используется только для вспомогательной гидросистемы (системы подпитки). Н и Н1 — насосы; М — гидромотор; Р — гидрораспределитель; Б — гидробак; Н1 — насос системы подпитки; КП1, КП2, — Предохранительные клапана; КО1 и КО2 — обратные клапана. Предохранительные клапана КП (на схеме слева), КП1 и КП2 (на схеме справа) срабатывают в тот момент, когда нагрузка на валу гидромотора слишком велика, и давление в гидросистеме превышает допустимую величину. Обратные клапана КО1 и КО2 срабатывают тогда, когда давление слишком мало, и возникает опасность кавитации.

#### Гидропривод с разомкнутой системой циркуляции
в котором рабочая жидкость постоянно сообщается с гидробаком или атмосферой.
Достоинства такой схемы — хорошие условия для охлаждения и очистки рабочей жидкости. Однако такие гидроприводы громоздки и имеют большую массу, а частота вращения ротора насоса ограничивается допускаемыми (из условий бескавитационной работы насоса) скоростями движения рабочей жидкости во всасывающем трубопроводе.

### По источнику подачи рабочей жидкости

#### Насосный гидропривод
В насосном гидроприводе, получившем наибольшее распространение в технике, механическая энергия преобразуется насосом в гидравлическую, носитель энергии — рабочая жидкость, нагнетается через напорную магистраль к гидродвигателю, где энергия потока жидкости преобразуется в механическую. Рабочая жидкость, отдав свою энергию гидродвигателю, возвращается либо обратно к насосу (замкнутая схема гидропривода), либо в бак (разомкнутая или открытая схема гидропривода). В общем случае в состав насосного гидропривода входят гидропередача, гидроаппараты, кондиционеры рабочей жидкости, гидроёмкости и гидролинии.
Наибольшее применение в гидроприводе получили аксиально-поршневые, радиально-поршневые, пластинчатые и шестерённые насосы.

#### Магистральный гидропривод
В магистральном гидроприводе рабочая жидкость нагнетается насосными станциями в напорную магистраль, к которой подключаются потребители гидравлической энергии. В отличие от насосного гидропривода, в котором, как правило, имеется один (реже 2—3) генератора гидравлической энергии (насоса), в магистральном гидроприводе таких генераторов может быть большое количество, и потребителей гидравлической энергии также может быть достаточно много.

#### Аккумуляторный гидропривод
В аккумуляторном гидроприводе жидкость подаётся в гидролинию от заранее заряженного гидроаккумулятора. Этот тип гидропривода используется в основном в машинах и механизмах с кратковременными режимами работы.

### По типу приводящего двигателя
Гидроприводы бывают с электроприводом, приводом от ДВС, турбин и т. д.

### Импульсный гидропривод
В гидроприводе этого вида выходное звено гидродвигателя совершает возвратно-поступательные или возвратно-вращательные движения с большой частотой (до 100 импульсов в секунду).

## Структура гидропривода
Обязательными элементами гидропривода являются насос и гидродвигатель. Насос является источником гидравлической энергии, а гидродвигатель — её потребителем, то есть преобразует гидравлическую энергию в механическую. Управление движением выходных звеньев гидродвигателей осуществляется либо с помощью регулирующей аппаратуры — дросселей, гидрораспределителей и др., либо путём изменения параметров самого гидродвигателя и/или насоса.

Принцип действия золотникового гидрораспределителя, управляющего движением штока гидроцилиндра

Также обязательными составными частями гидропривода являются гидролинии, по которым жидкость перемещается в гидросистеме.
Критически важной для гидропривода (в первую очередь объёмного) является очистка рабочей жидкости от содержащихся в ней (и постоянно образующихся в процессе работы) абразивных частиц. Поэтому системы гидропривода обязательно содержат фильтрующие устройства (например, масляные фильтры), хотя принципиально гидропривод некоторое время может работать и без них.
Поскольку рабочие параметры гидропривода существенно зависят от температуры рабочей жидкости, то в гидросистемах в некоторых случаях, но не всегда, устанавливают системы регулирования температуры (подогревающие и/или охладительные устройства).

## Количество степеней свободы гидросистем
Количество степеней свободы гидравлической системы может быть определено простым подсчётом количества независимо управляемых гидродвигателей.

## Область применения
Объёмный гидропривод применяется в горных и строительно-дорожных машинах. В настоящее время более 50 % общего парка мобильных строительно-дорожных машин (бульдозеров, экскаваторов, автогрейдеров и др.) является гидрофицированной. Это существенно отличается от ситуации 1930—1940-х годов, когда в этой области применялись в основном механические передачи.
В станкостроении гидропривод также широко применяется, однако в этой области он испытывает высокую конкуренцию со стороны других видов привода.
Широкое распространение получил гидропривод в авиации. Насыщенность современных самолётов системами гидропривода такова, что общая длина трубопроводов современного пассажирского авиалайнера может достигать нескольких километров. В последнее время в авиации существует тенденция перехода на электронные системы управления (ЭДСУ) гидроприводами, заменяющие гидравлическую логику и цепи на электронные.
В автомобильной промышленности самое широкое применение нашли гидроусилители руля, существенно повышающие удобство управления автомобилем. Эти устройства являются разновидностью следящих гидроприводов. Гидроусилители применяют и во многих других областях техники (авиации, тракторостроении, промышленном оборудовании и др.).
В некоторых танках, например, в японском танке Тип 10, применяется гидростатическая трансмиссия, представляющая собой, по сути, систему объёмного гидропривода движителей. Такого же типа трансмиссия устанавливается и в некоторых современных бульдозерах.
В целом, границы области применения гидропривода определяются его преимуществами и недостатками.

## Преимущества
К основным преимуществам гидропривода относятся:
- возможность универсального преобразования механической характеристики приводного двигателя в соответствии с требованиями нагрузки;
- простота управления и автоматизации;
- простота предохранения приводного двигателя и исполнительных органов машин от перегрузок; например, если усилие на штоке гидроцилиндра становится слишком большим (такое возможно, в частности, когда шток, соединённый с рабочим органом, встречает препятствие на своём пути), то давление в гидросистеме достигает больших значений — тогда срабатывает предохранительный клапан в гидросистеме, и после этого жидкость идёт на слив в бак, и давление уменьшается;
- надёжность эксплуатации;
- широкий диапазон бесступенчатого регулирования скорости выходного звена; например, диапазон регулирования частоты вращения гидромотора может составлять от 2500 об/мин до 30—40 об/мин, а в некоторых случаях, у гидромоторов специального исполнения, доходит до 1—4 об/мин, что для электромоторов трудно реализуемо;
- большая передаваемая мощность на единицу массы привода; в частности, масса гидравлических машин примерно в 10-20 раз меньше массы электрических машин такой же мощности;
- самосмазываемость трущихся поверхностей при применении минеральных и синтетических масел в качестве рабочих жидкостей; при техническом обслуживании, например, мобильных строительно-дорожных машин на смазку уходит до 50 % всего времени обслуживания машины, поэтому самосмазываемость гидропривода является серьёзным преимуществом;
- возможность получения больших сил и мощностей при малых размерах и весе передаточного механизма;
- простота осуществления различных видов движения — поступательного, вращательного, поворотного;
- возможность частых и быстрых переключений при возвратно-поступательных и вращательных прямых и реверсивных движениях;
- возможность равномерного распределения усилий при одновременной передаче на несколько приводов;
- упрощённость компоновки основных узлов гидропривода внутри машин и агрегатов, в сравнении с другими видами приводов.

## Недостатки
К недостаткам гидропривода относятся:
- утечки рабочей жидкости через уплотнения и зазоры, особенно при высоких значениях давления в гидросистеме, что требует высокой точности изготовления деталей гидрооборудования;
- нагрев рабочей жидкости при работе, что приводит к уменьшению вязкости рабочей жидкости и увеличению утечек, поэтому в ряде случаев необходимо применение специальных охладительных устройств и средств тепловой защиты;
- более низкий КПД чем у сопоставимых механических передач;
- необходимость обеспечения в процессе эксплуатации чистоты рабочей жидкости, поскольку наличие большого количества абразивных частиц в рабочей жидкости приводит к быстрому износу деталей гидрооборудования, увеличению зазоров и утечек через них, и, как следствие, к снижению объёмного КПД;
- необходимость защиты гидросистемы от проникновения в неё воздуха, наличие которого приводит к нестабильной работе гидропривода, большим гидравлическим потерям и нагреву рабочей жидкости;
- пожароопасность в случае применения горючих рабочих жидкостей, что налагает ограничения, например, на применение гидропривода в горячих цехах;
- зависимость вязкости рабочей жидкости, а значит и рабочих параметров гидропривода, от температуры окружающей среды, или дороговизна масел на основе ПАО;
- в сравнении с пневмо- и электроприводом — невозможность эффективной передачи гидравлической энергии на большие расстояния вследствие больших потерь напора в гидролиниях на единицу длины.

## История развития гидропривода
Гидравлические технические устройства известны с глубокой древности. Например, насосы для тушения пожаров существовали ещё во времена Древней Греции.
Однако, как целостная система, включающая в себя и насос, и гидродвигатель, и устройства распределения жидкости, гидропривод стал развиваться в последние 200—250 лет.
Одним из первых устройств, ставших прообразом гидропривода, является гидравлический пресс. В 1795 году патент на такое устройство получил английский изобретатель Джозеф Брама (англ. Joseph Bramah), которому помогал Генри Модсли, и в 1797 году первый в истории гидравлический пресс был построен.
В конце XVIII века появились первые грузоподъёмные устройства с гидравлическим приводом, в которых рабочей жидкостью служила вода. Первый подъёмный кран с гидравлическим приводом был введён в эксплуатацию в Англии в 1846—1847 годах, и со второй половины XIX века гидропривод находит широкое применение в грузо-подъёмных машинах.
Создание первых гидродинамических передач связано с развитием в конце XIX века судостроения. В то время в морском флоте стали применять быстроходные паровые машины. Однако, из-за кавитации, повысить число оборотов гребных винтов не удавалось. Это потребовало применения дополнительных механизмов. Поскольку технологии в то время не позволяли изготавливать высокооборотные шестерённые передачи, то потребовалось создание принципиально новых передач. Первым таким устройством с относительно высоким КПД явился изобретённый немецким профессором Г. Фётингером гидравлический трансформатор (патент 1902 года), представлявший собой объединённые в одном корпусе насос, турбину и неподвижный реактор. Однако первая применённая на практике конструкция гидродинамической передачи была создана в 1908 году, и имела КПД около 83 %. Позднее гидродинамические передачи нашли применение в автомобилях. Они повышали плавность трогания с места. В 1930 году Гарольд Синклер (англ. Harold Sinclair), работая в компании Даймлер, разработал для автобусов трансмиссию, включающую гидромуфту и планетарную передачу. В 1930-х годах производились первые дизельные локомотивы, использовавшие гидромуфты.
В СССР первая гидравлическая муфта была создана в 1929 году.
В 1882 году компания Армстронг Уитворс представила экскаватор, в котором впервые ковш имел гидравлический привод. Один из первых гидрофицированных экскаваторов был произведён французской компанией Poclain в 1951 году. Однако эта машина не могла поворачивать башню на 360 градусов. Первый полноповоротный экскаватор с гидроприводом был представлен этой же фирмой в 1960-м году. В начале 1970-х годов гидрофицированные экскаваторы, обладавшие большей производительностью и простотой управления, в основном, вытеснили с рынка своих предшественников — экскаваторы на канатной тяге.
Первый патент, связанный с гидравлическим усилением, был получен Фредериком Ланчестером в Великобритании в 1902 году. Его изобретение представляло собой «усилительный механизм, приводимый посредством гидравлической энергии». В 1926 году инженер подразделения грузовиков компании Пирс Эрроу (англ. Pierce Arrow) продемонстрировал в компании «Дженерал моторс» гидроусилитель руля с хорошими характеристиками, однако автопроизводитель посчитал, что эти устройства будут слишком дорогими, чтобы выпускать их на рынок. Первый предназначенный для коммерческого использования гидроусилитель руля был создан компанией Крайслер в 1951 году, и сейчас большинство новых автомобилей укомплектовывается подобными устройствами.
Фирма Хонда после представления гидростатической трансмиссии в 2001 году для своей модели мотовездехода FourTrax Rubicon, анонсировала в 2005-м году мотоцикл Honda DN-01 с гидростатической трансмиссией, включающей насос и гидромотор. Модель начала продаваться на рынке в 2008 году. Это была первая модель транспортного средства для автодорог, в котором использовалась гидростатическая трансмиссия.

## Перспективы развития
Перспективы развития гидропривода во многом связаны с развитием электроники. Так, совершенствование электронных систем позволяет упростить управление движением выходных звеньев гидропривода. В частности, в последние 10—15 лет стали появляться бульдозеры, управление которыми устроено по принципу джойстика.
С развитием электроники и вычислительных средств связан прогресс в области диагностирования гидропривода. Процесс диагностирования некоторых современных машин простыми словами может быть описан следующим образом. Специалист подключает переносной компьютер к специальному разъёму на машине. Через этот разъём в компьютер поступает информация о значениях диагностических параметров от множества датчиков, встроенных в гидросистему. Программа или специалист анализирует полученные данные и выдаёт заключение о техническом состоянии машины, наличии или отсутствии неисправностей и их локализации. По такой схеме осуществляется диагностирование, например, некоторых современных ковшовых погрузчиков. Развитие вычислительных средств позволит усовершенствовать процесс диагностирования гидропривода и машин в целом.
Важную роль в развитии гидропривода может сыграть создание и внедрение новых конструкционных материалов. В частности, развитие нанотехнологий позволит повысить прочность материалов, что позволит уменьшить массу гидрооборудования и его геометрические размеры, повысить его надёжность. С другой стороны, создание прочных и одновременно эластичных материалов позволит, например, уменьшить недостатки многих гидравлических машин, в частности, увеличить развиваемое диафрагменными насосами давление.
В последние годы наблюдается существенный прогресс в производстве уплотнительных устройств. Новые материалы обеспечивают полную герметичность при давлениях до 80 МПа, низкие коэффициенты трения и высокую надёжность.